# Götz Otto

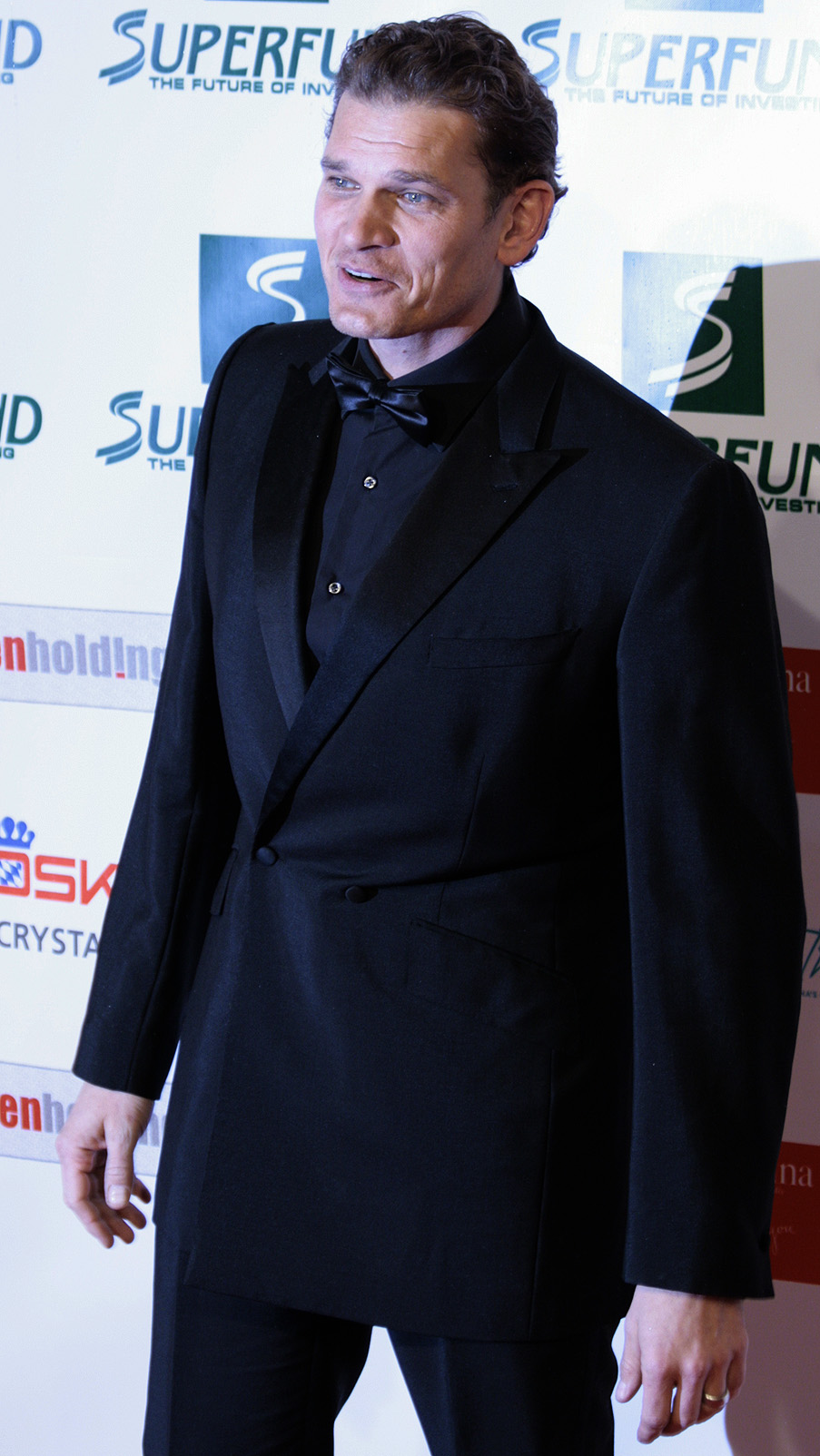
Götz Otto w Wiedniu, 2009

Götz Otto (ur. 15 października 1967 w Dietzenbach) – niemiecki aktor i scenarzysta.

## Życiorys

### Wczesne lata
Wychowywał się w Dietzenbach w kraju związkowym Hesja jako syn właścicieli piekarni. Po ukończeniu szkoły średniej w Offenbach am Main, w latach 1987–1988 studiował teatrologię, politologię i filozofię na Wolnym Uniwersytecie Berlina. W latach 1988–1989 uczęszczał na Uniwersytet Muzyczny i Sztuki Dramatycznej w Grazu (Universität für Musik und darstellende Kunst Graz), a w latach 1989–1993 studiował aktorstwo w Otto-Falckenberg-Schule w Monachium.

### Kariera
Występował w teatrach: Schillera w Berlinie (1991) i Royal Theatre w Monachium (1993–1995). Po debiucie na kinowym ekranie w komedii Małe rekiny (Kleine Haie, 1992) u boku Kaia Wiesingera i Gedeona Burkharda, pojawił się w niewielkiej roli SS-manna w Płaszowie w dramacie wojennym Stevena Spielberga Lista Schindlera (Schindler's List,1993). Wystąpił jako Pan Dwa w dreszczowcu katastroficznym ProSieben Impas (Gridlock, 1996) z Davidem Hasselhoffem i Kathy Ireland.
Stał się znany na arenie międzynarodowej dzięki roli Stampera, asystenta Elliota Carvera (Jonathan Pryce), przeciwnika Jamesa Bonda w filmie Jutro nie umiera nigdy (Tomorrow Never Dies, 1997). Podczas przesłuchania do tej roli miał dwadzieścia sekund, aby się przedstawić. Otto, który ówcześnie miał zgolone włosy, zrobił to mówiąc: „Jestem wielki, jestem zły, jestem łysy, jestem Niemcem”. Później zagrał autentyczną postać adiutanta Hitlera, SS−Sturmbannführera Ottona Günschego w uznanym przez krytyków dramacie wojennym Upadek (Der Untergang, 2004). Pojawił się też w filmie fantastycznonaukowym Atlas chmur (2012) w reżyserii oraz według scenariusza Lany i Lilly Wachowskich oraz Toma Tykwera.
Okazjonalnie brał udział w wyścigach samochodowych. W 2007 roku ścigał się w niemieckiej Challenge Mini dla VIP-ów w Oschersleben, ale po dobrych wynikach w pierwszym wyścigu, podczas drugiego jego samochód wywrócił się. Otrzymał kolejną szansę w konkursie Mini Challenge VIP Car, który odbył się podczas Grand Prix Niemiec 2008 w Hockenheim. Wyróżnia się szczególnie wysokim wzrostem, mierzy 198 centymetrów wzrostu.

## Wybrana filmografia
Filmy
- 1992: Małe rekiny (Kleine Haie) jako Body
- 1993: Lista Schindlera (Schindler's List) jako SS-mann w Płaszowie
- 1995: Po moim trupie (Nur über meine Leiche) jako Pimp #1
- 1995: Po piątej w dżungli (Nach Fünf im Urwald) jako wykidajło
- 1997: Jutro nie umiera nigdy (Tomorrow Never Dies) jako Stamper
- 1998: Dziewczyna marzeń (La niña de tus ojos) jako Heinrich von Wermelskirch
- 1999: Beowulf - Pogromca ciemności (Beowulf) jako Roland
- 2000: Marlena (Marlene) jako Gary Cooper
- 2000: Córka konsula (Gunblast vodka) jako Abel Rothstein
- 2004: Upadek (Der Untergang) jako Otto Günsche
- 2005: Klown (Der Clown) jako Zorbek
- 2009: Zdrada (Svik) jako major Krüger
- 2012: Iron Sky (Iron Sky) jako Klaus Adler
- 2013: Legenda No. 17 (Легенда № 17) jako Kanadyjczyk
- 2016: Vesper jako Walter
- 2016: Goście, goście III: Rewolucja (Les Visiteurs: La Révolution) jako pułkownik Wurtz

Filmy TV
- 1993: Dann eben mit Gewalt
- 1993: Hochwürden erbt das Paradies jako jąkający się przyjaciel Matthiasa
- 1994: Lauras Entscheidung
- 1996: Impas (Gridlock) jako pan Dwa
- 1996: Państwo Hart: Aż nas śmierć rozłączy (Hart to Hart: Till Death Do Us Hart) jako Heinrich
- 1997: Die Friedensmission
- 1997: Der Schutzengel jako Kai
- 1998: Trzęsienie ziemi w Nowym Jorku (Earthquake in New York) jako detektyw Eric Steadman
- 1999: Der blonde Affe jako komisarz Philipp Graf
- 2004: Pierścień Nibelungów (Ring of the Nibelungs) jako król Thorkwin
- 2014: Najpiękniejsze baśnie braci Grimm: Trzy piórka (Die drei Federn) jako opowiadacz bajek
- 2015: Najpiękniejsze baśnie braci Grimm: Księżniczka Maleen (Prinzessin Maleen) jako baron Raimund

Seriale
- 1996: Telefon 110 (Polizeiruf 110)
- 1996: Doppelter Einsatz jako Bernd Glowacz
- 1996: SK Babies jako Michael Landis
- 1997: Rosamunde Pilcher jako Giles Savours
- 1997: Kommissar Schimpanski jako LKA-Beamter Lieb
- 1997: Tatort (Miejsce zbrodni) jako Arnold von Brentano
- 2007: Telefon 110 (Polizeiruf 110) jako Paul Reinhardt
- 2009: Filary Ziemi (The Pillars of the Earth) jako Walter

### Dubbing
- 1999: Stuart Malutki (Stuart Little) jako kot Śnieżek (głos)
- 2006: Asterix i wikingowie (Astérix et les Vikings) jako Olaf (głos)
- 2006: Skok przez płot (Over the Hedge) jako szop pracz Richie (głos)
- 2009: Załoga G (G-Force – Agenten mit Biss) jako Speckles (głos)
- 2009: Dragonball: Ewolucja (Dragonball: Evolution) jako lord Piccolo (głos)

### Gry komputerowe
- 1996: Shine - Die Angst hat einen Namen jako Wetherby Duke (głos)